# Mijaíl Perelman
Mijaíl Perelman (Moscú, Rusia, 23 de marzo de 1923-8 de agosto de 2002) fue un gimnasta artístico soviético, campeón olímpico en Helsinki 1952 en el concurso por equipos.

## Carrera deportiva
En las Olimpiadas de Helsinki 1952 consigue medalla de oro en el concurso por equipos —por delante de Suiza y Finlandia— siendo sus compañeros de equipo: Iósif Berdiev, Viktor Chukarin, Yevgeni Korolkov, Dmytro Leonkin, Valentín Murátov, Vladimir Belyakov y Hrant Shahinyan.